# Karwiniec
Karwiniec – wieś ulicówka z zespołem dworskim w Polsce położona w województwie dolnośląskim, w powiecie oleśnickim, w gminie Bierutów.

## Podział administracyjny
Do 1954 oraz w latach 1959-1969 w granicach miasta Bierutów.
W latach 1975–1998 miejscowość administracyjnie należała do województwa wrocławskiego.

## Opis miejscowości

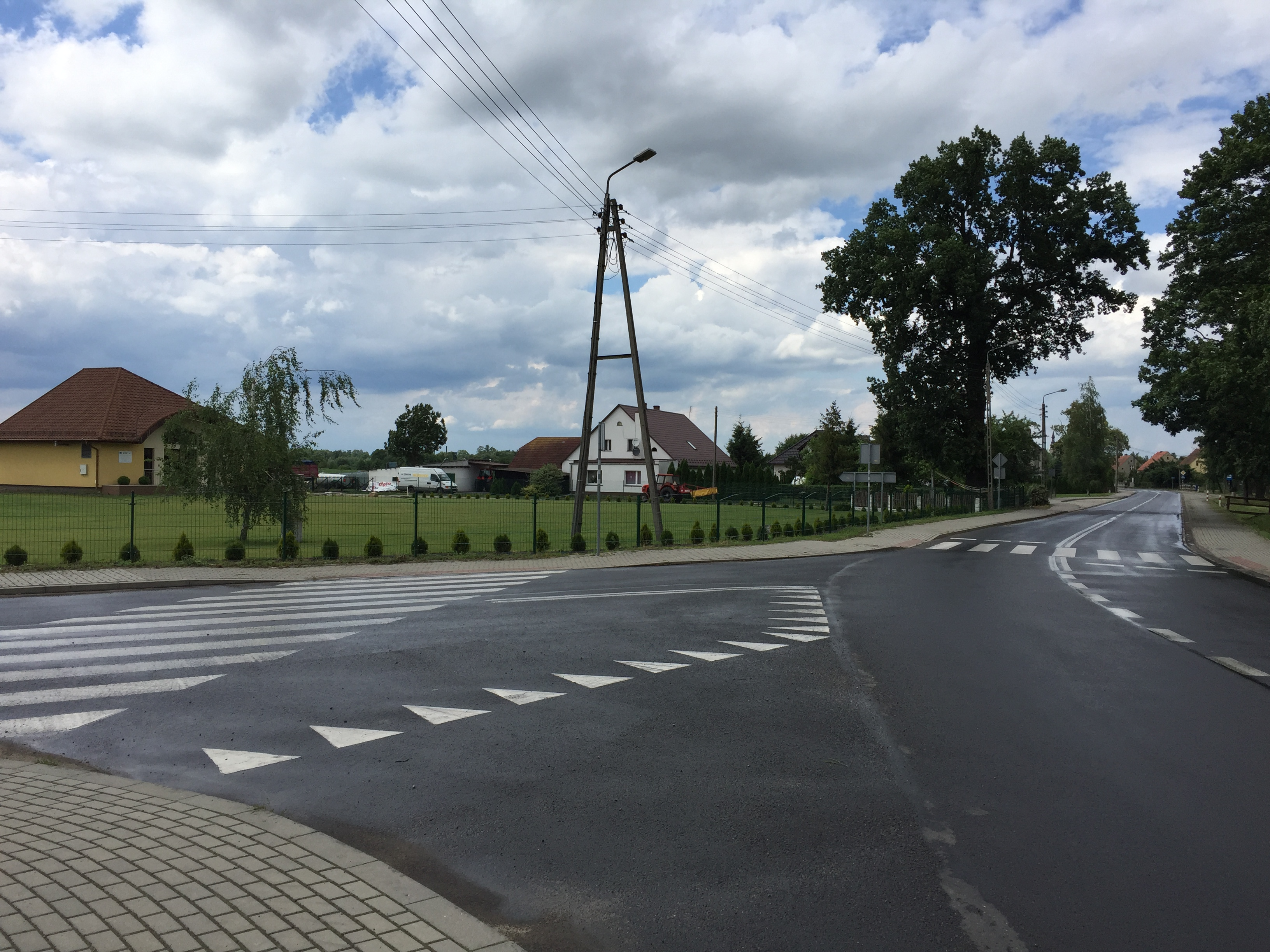
Skrzyżowanie i świetlica wiejska (żółty budynek)

Położenie zaraz przy Bierutowie z zespołem dworskim (1339) (po pałacu zachował się jedynie szczątkowo park pałacowy pod nazwą Algenau. W późniejszym czasie pod nazwą Langenhof. Przy dawnym parku dworskim znajduje się pomnik upamiętniający 700-lecie nadania praw miejskich dla Bierutowa (1266–1966). Tuż obok niego świetlica wiejska.